# Pristidactylus
Genre
Pristidactylus est un genre de sauriens de la famille des Leiosauridae.

## Répartition
Les espèces de ce genre se rencontrent en Argentine et au Chili.

## Liste des espèces
Selon The Reptile Database (12 décembre 2013) :
- Pristidactylus achalensis (Gallardo, 1964)
- Pristidactylus alvaroi (Donoso-Barros, 1975)
- Pristidactylus araucanus (Gallardo, 1964)
- Pristidactylus casuhatiensis (Gallardo, 1968)
- Pristidactylus fasciatus (D’Orbigny & Bibron, 1837)
- Pristidactylus nigroiugulus Cei, Scolaro & Videla, 2001
- Pristidactylus scapulatus (Burmeister, 1861)
- Pristidactylus torquatus (Philippi, 1861)
- Pristidactylus valeriae (Donoso-Barros, 1966)
- Pristidactylus volcanensis Lamborot & Diaz, 1987

## Publication originale
- Fitzinger, 1843 : Systema Reptilium, fasciculus primus, Amblyglossae. Braumüller et Seidel, Wien, p. 1-106. (texte intégral).